# Cladocarpus valdiviae
Cladocarpus valdiviae är en nässeldjursart som beskrevs av Eberhard Stechow 1923. Cladocarpus valdiviae ingår i släktet Cladocarpus och familjen Aglaopheniidae. Inga underarter finns listade i Catalogue of Life.